# Rowley (Massachusetts)
Rowley es un pueblo ubicado en el condado de Essex en el estado estadounidense de Massachusetts. En el Censo de 2010 tenía una población de 5.856 habitantes y una densidad poblacional de 111,07 personas por km².

## Geografía
Rowley se encuentra ubicado en las coordenadas 42°43′17″N 70°53′12″O / 42.72139, -70.88667. Según la Oficina del Censo de los Estados Unidos, Rowley tiene una superficie total de 52.72 km², de la cual 47.15 km² corresponden a tierra firme y (10.56%) 5.57 km² es agua.

## Demografía
Según el censo de 2010, había 5.856 personas residiendo en Rowley. La densidad de población era de 111,07 hab./km². De los 5.856 habitantes, Rowley estaba compuesto por el 97.42% blancos, el 0.29% eran afroamericanos, el 0.02% eran amerindios, el 1.02% eran asiáticos, el 0.07% eran isleños del Pacífico, el 0.38% eran de otras razas y el 0.8% pertenecían a dos o más razas. Del total de la población el 1.01% eran hispanos o latinos de cualquier raza.